# Pohgading (Gembong)
Pohgading is een bestuurslaag in het regentschap Pati van de provincie Midden-Java, Indonesië. Pohgading telt 3061 inwoners (volkstelling 2010).